# Massacro di Palmiry
Il massacro di Palmiry fu una serie di esecuzioni di massa eseguite dalle forze naziste tedesche durante la seconda guerra mondiale, vicino al villaggio di Palmiry nella foresta di Kampinos a nord-ovest di Varsavia.

## Massacri
Tra il dicembre 1939 e il luglio 1941 più di 1 700 persone tra polacchi ed ebrei, per lo più detenuti della prigione Pawiak di Varsavia, furono giustiziate dalle SS e dall'Ordnungspolizei in una radura della foresta vicino a Palmiry. Il meglio documentato di questi massacri ebbe luogo il 20-21 giugno 1940, quando 358 membri dell'élite politica, culturale e sociale polacca furono assassinati in un'unica operazione.
Palmiry è uno dei luoghi più famigerati dei crimini tedeschi e "uno dei luoghi più famosi per le esecuzioni di massa" in Polonia. Insieme con il massacro di Katyn', è diventato il simbolo del martirio dell'intellighenzia polacca durante la seconda guerra mondiale.

## Contesto storico

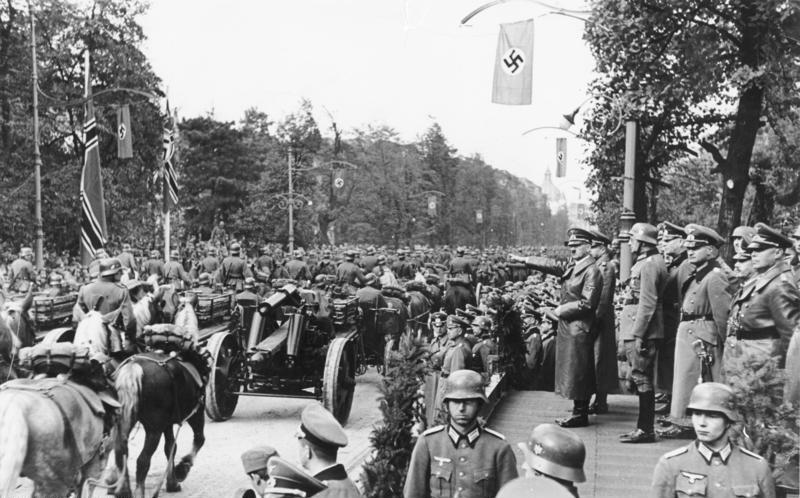
Il 5 ottobre 1939 Adolf Hitler partecipa a una parata della Wehrmacht a Varsavia

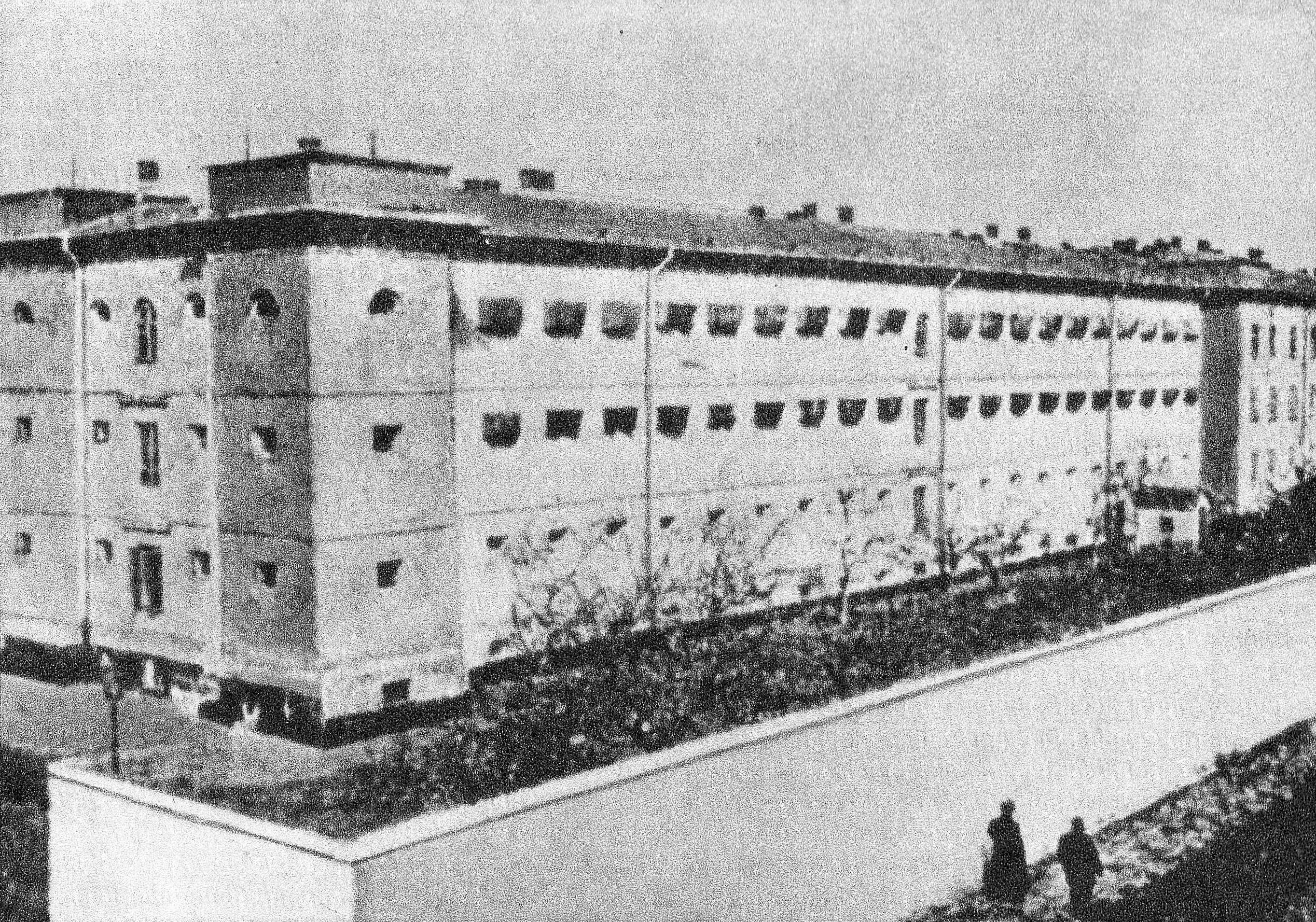
La prigione di Pawiak a Varsavia

I leader nazisti considerarono Varsavia come uno dei maggiori ostacoli nei confronti del loro piano per soggiogare la nazione polacca. Dopo l'invasione nazista della Polonia, Varsavia fu ridotta a città di provincia nel nuovo Governatorato Generale, pur rimanendo un centro della vita culturale polacca. Varsavia ospitò anche l'alto comando dello Stato segreto polacco e presto divenne una roccaforte della resistenza armata e politica contro l'occupazione tedesca. Il 14 dicembre 1943 il governatore generale Hans Frank annotò nel suo diario:
La capitale polacca si arrese alle armate della Wehrmacht il 28 settembre 1939. Tre giorni dopo i membri dell'Einsatzgruppe IV guidati dall'SS-Brigadeführer Lothar Beutel entrarono in città. Ci fu immediatamente una perquisizione degli edifici pubblici e privati, oltre ad arresti di massa. L'8 ottobre 1939 circa 354 tra insegnanti e sacerdoti cattolici polacchi furono arrestati perché le autorità occupazionali presumevano che fossero "pieni di sciovinismo polacco" e "creassero un enorme pericolo" per l'ordine pubblico. Presto le prigioni e i centri di detenzione di Varsavia, Pawiak, Mokotów, il centro di detenzione in via Daniłowiczowska, le cantine del quartier generale della Gestapo in viale Szucha 25 furono tutte piene di detenuti. Molti dei prigionieri furono deportati nei campi di concentramento nazisti, mentre altri furono assassinati.
Nei primi mesi dell'occupazione tedesca i prigionieri politici di Varsavia furono segretamente giustiziati nel retro del complesso edilizio del parlamento polacco, il Sejm. Tra l'ottobre 1939 e l'aprile 1940 diverse centinaia di persone furono uccise in questo luogo. Le autorità di polizia tedesche naziste si resero presto conto che non sarebbero state in grado di mantenere segrete le esecuzioni se fossero state condotte nel centro di una grande città: fu così deciso che da quel momento le esecuzioni di massa sarebbero state eseguite nella radura della foresta di Kampinos, situata vicino ai villaggi di Palmiry e Pociecha, circa 30 chilometri a nord-ovest di Varsavia.

## Modus operandi
Le esecuzioni furono eseguite dai membri dell'Ordnungspolizei o dal reggimento SS-Reiterei che era acquartierato a Varsavia, sotto la supervisione degli ufficiali della Gestapo guidati dall'SD e dal comandante della Sicherheitspolizei di Varsavia, lo SS-Standartenführer Josef Meisinger.
Le esecuzioni di massa furono preparate con cura, le fosse comuni vennero scavate pochi giorni prima dell'esecuzione prevista: di solito operò l'unità Reichsarbeitsdienst, acquartierata a Łomna, oppure i membri della Hitler-Jugend, accampati vicino a Palmiry. Nella maggior parte dei casi le fosse comuni furono costituite da un fossato, lunghe più di 30 metri e profonde 2,5-3 metri. A volte, per piccoli gruppi di condannati o per le singole vittime, vennero allestite fosse di forma irregolare, simili a frane naturali del terreno od a crateri da esplosione. La radura dove avvennero le esecuzioni fu presto ampliata dal taglio degli alberi. Il giorno dell'esecuzione pianificata, i lavoratori forestali polacchi ricevevano sempre un giorno di riposo e la polizia tedesca svolgeva un intenso pattugliamento nei pressi della radura e della foresta circostante.
Le vittime furono trasportate sul luogo dell'esecuzione con i camion: di solito dalla prigione di Pawiak e più raramente dalla prigione di Mokotów. I soldati delle SS cercarono anche di convincere le vittime che le avrebbero trasferite in un'altra prigione o in un campo di concentramento. Per questo motivo, i trasporti della morte venivano di solito formati al crepuscolo e ai prigionieri fu permesso di portare con sé le loro cose. A volte, prima della partenza, i detenuti ricevettero un'ulteriore razione di cibo e gli vennero restituiti i documenti dal deposito del carcere. Inizialmente, questi metodi furono così efficaci che i prigionieri non furono consapevoli del destino che li attendeva. In seguito, quando la verità su quanto stava accadendo a Palmiry si diffuse a Varsavia, alcune vittime cercarono di lanciare brevi lettere o piccoli effetti personali dai camion, nella speranza che in questo modo potessero informare le loro famiglie della loro sorte. Durante l'esumazione del dopoguerra furono trovati alcuni cadaveri con un cartellino con la scritta "Giustiziato a Palmiry", scritto dalle stesse vittime poco prima della loro morte.
Nella radura furono prese le borse dei prigionieri ma fu loro permesso di conservare i documenti e piccoli effetti personali. Gli ebrei poterono conservare i loro distintivi gialli e i lavoratori dell'infermeria di Pawiak poterono conservare i loro distintivi con il simbolo della Croce Rossa. Le vittime furono poi portate sul limite del fossato e giustiziate a colpi di mitra. A volte le mani dei prigionieri furono legate e gli occhi bendati, in altri casi le vittime furono costrette a tenere un lungo palo o una scala dietro la schiena. L'esumazione del dopoguerra dimostrò che talvolta le vittime ferite furono sepolte vive. I membri delle SS e dell'OrPo fotografarono le esecuzioni fino a quando non furono proibite da Meisinger, come accadde il 3 maggio 1940. Al termine delle esecuzioni, le fosse furono riempite, ricoperte di muschio e aghi, e poi piantumate con giovani pini. Le famiglie delle vittime furono successivamente informate dalle autorità naziste che i loro parenti erano "morti per cause naturali".
Nonostante gli sforzi, i nazisti non furono in grado di mantenere segreti i massacri: gli abitanti polacchi locali, in particolare i lavoratori forestali e gli abitanti di Palmiry e Pociecha, ebbero molte opportunità di osservare i trasporti, di ascoltare gli spari e anche i gruppi di condannati condotti sul luogo dell'esecuzione. Il guardaboschi polacco Adam Herbański con i suoi subordinati contribuirono a rivelare la verità sul massacro. A rischio delle loro vite, visitarono la radura della foresta dopo le esecuzioni, solitamente di notte, per contrassegnare segretamente le fosse comuni. Inoltre, alcune foto scattate dai carnefici a Palmiry furono rubate dai membri dell'Unione per la lotta armata.

Donne polacche condotte nella foresta vicino al villaggio di Palmiry. Dopo la guerra la donna in primo piano fu identificata come Janina Skalska.
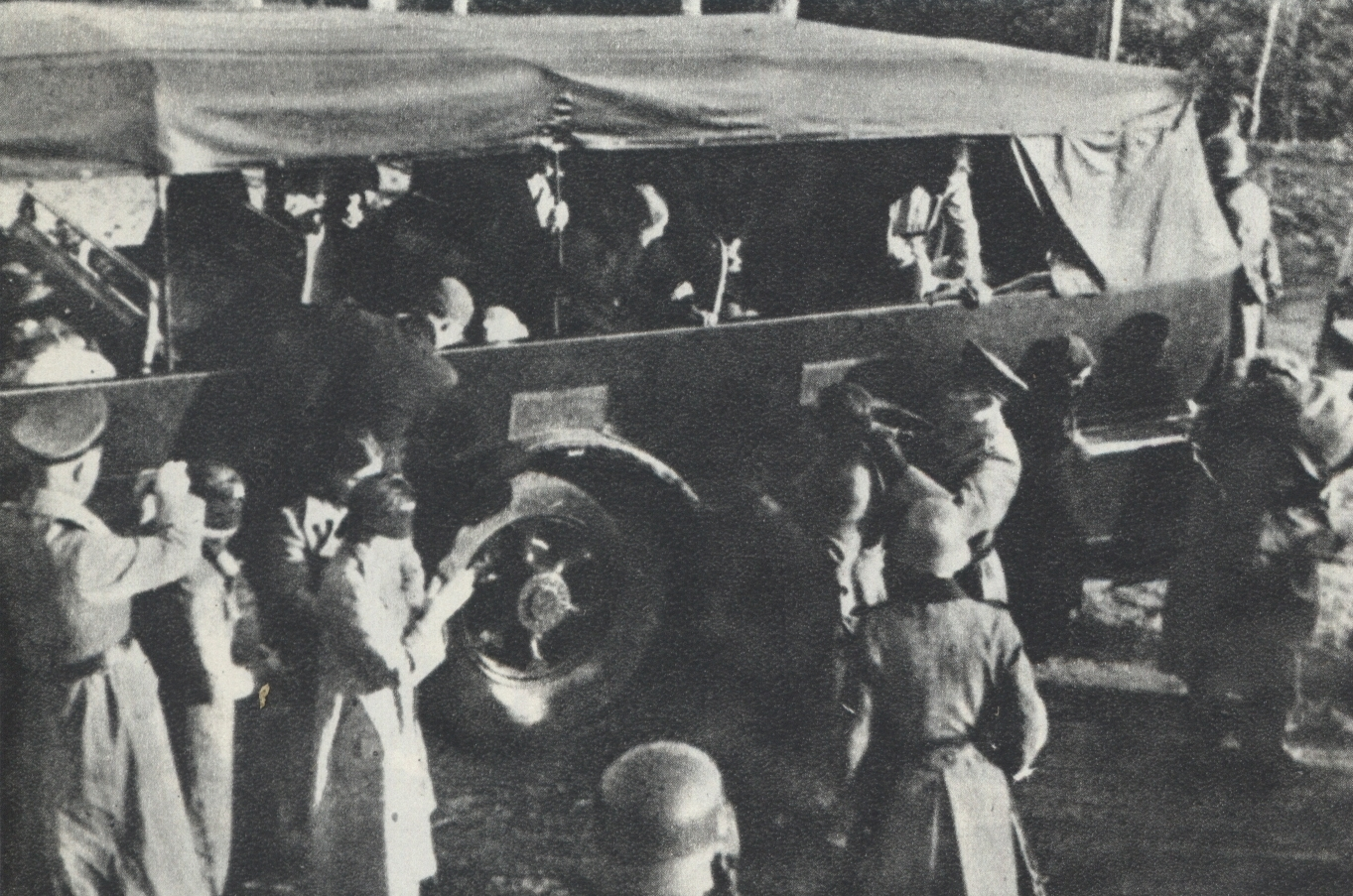
I prigionieri vengono bendati prima dell'esecuzione.
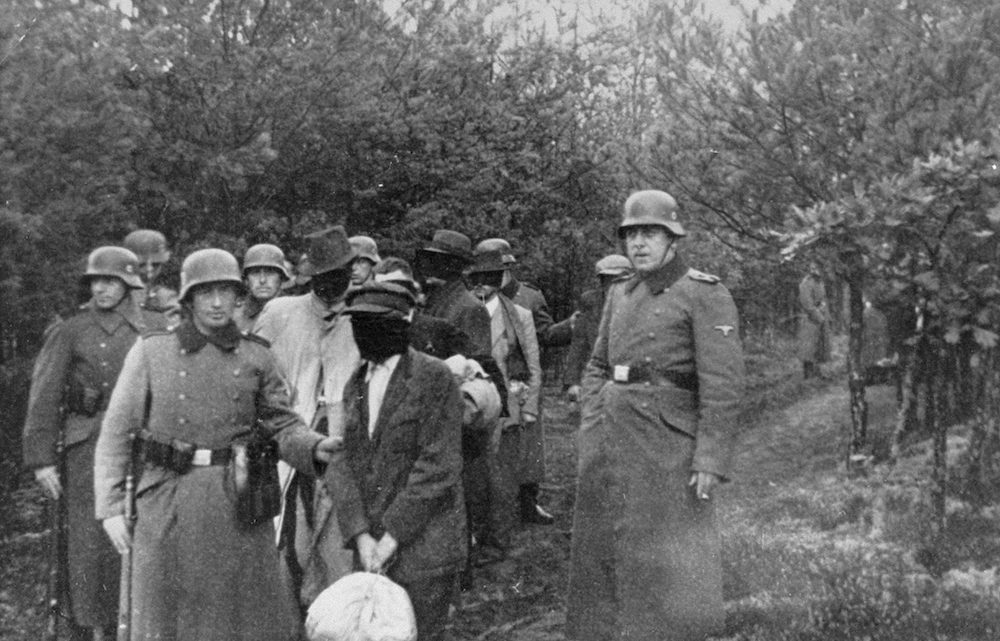
Le vittime ed i loro carnefici.
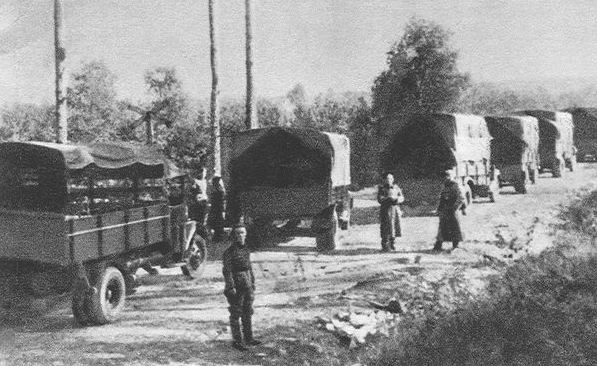
Il trasporto della morte con camion vuoti a Varsavia dopo l'esecuzione.
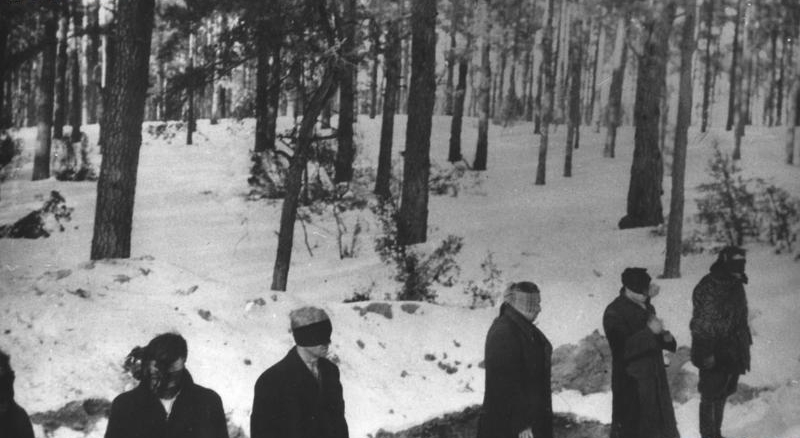
L'esecuzione di massa a Palmiry.
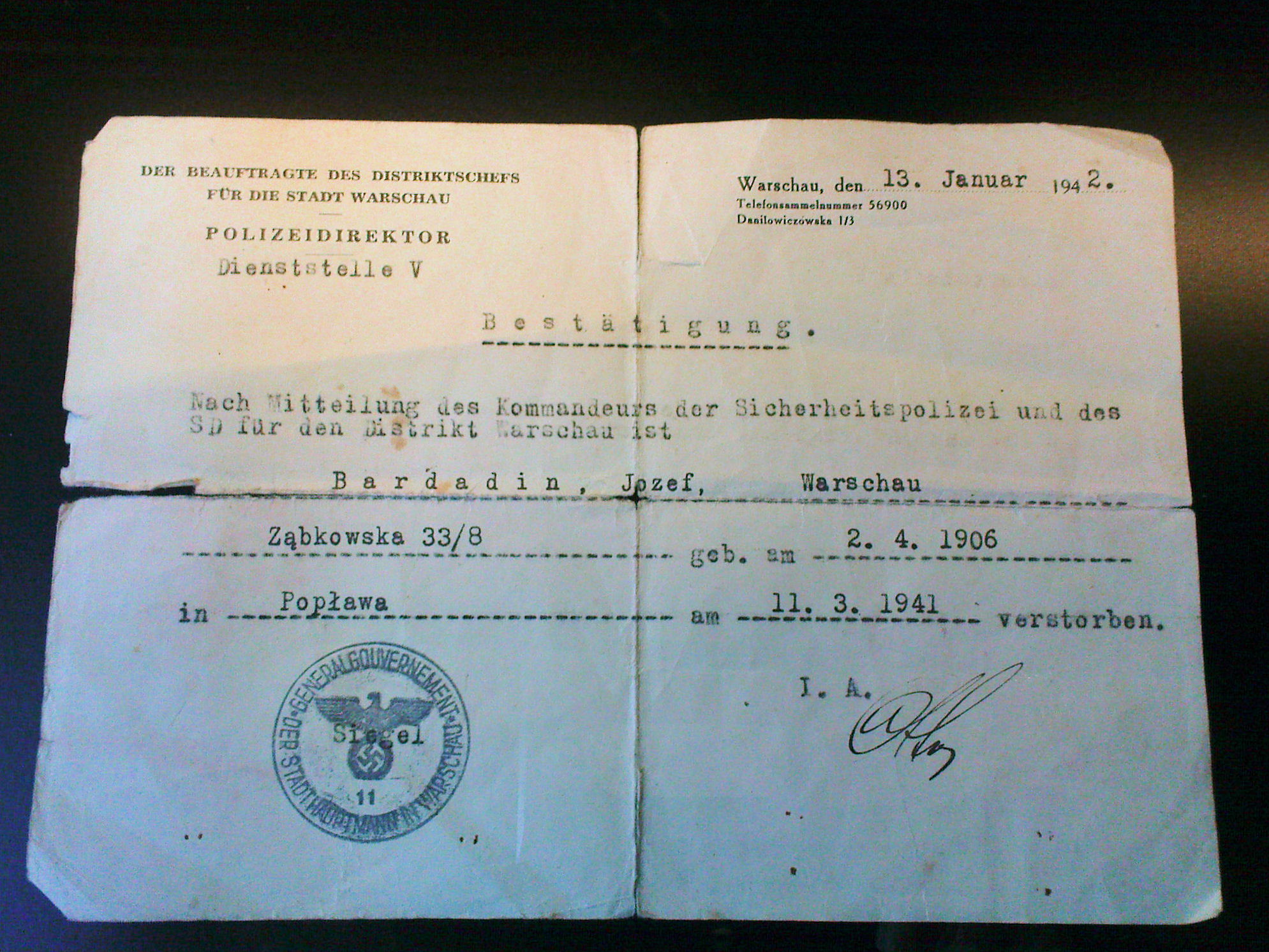
L'avviso ufficiale di morte inviato dalle autorità naziste alla famiglia di una delle vittime.
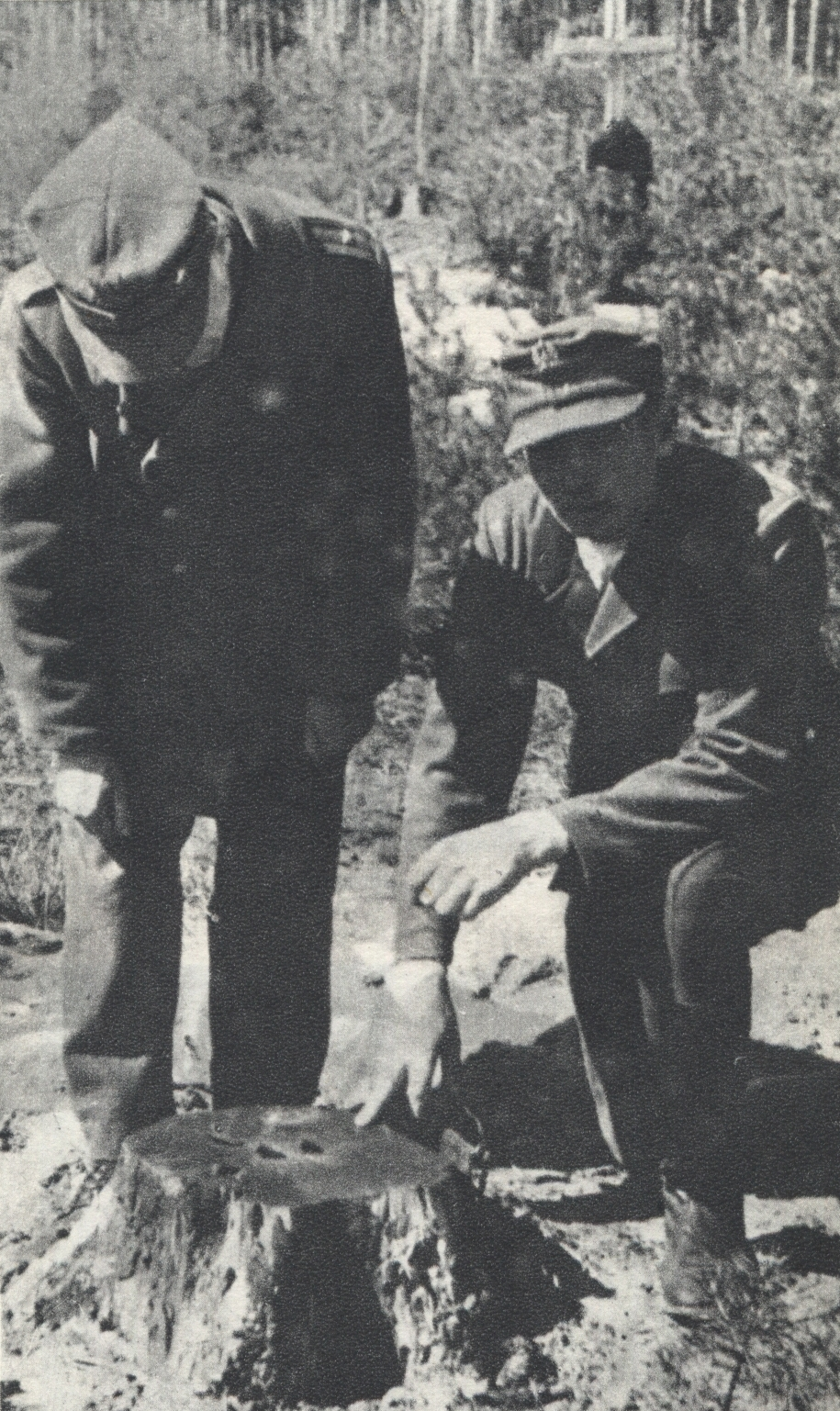
Il guardaboschi Adam Herbański (a destra) con Stanisław Płoski, presidente della Commissione per le indagini sui crimini nazisti a Varsavia.
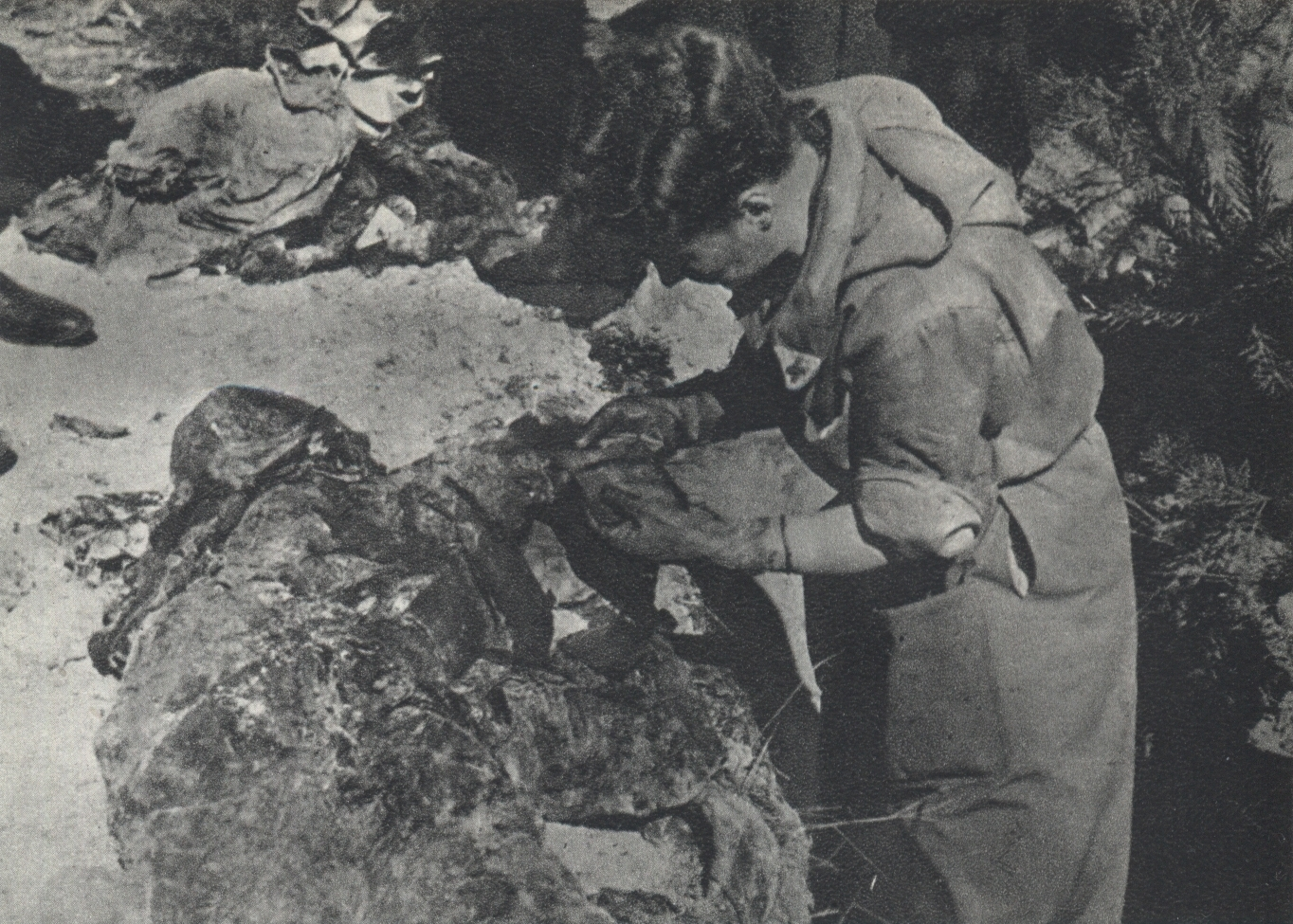
Esumazione a Palmiry nel 1946.
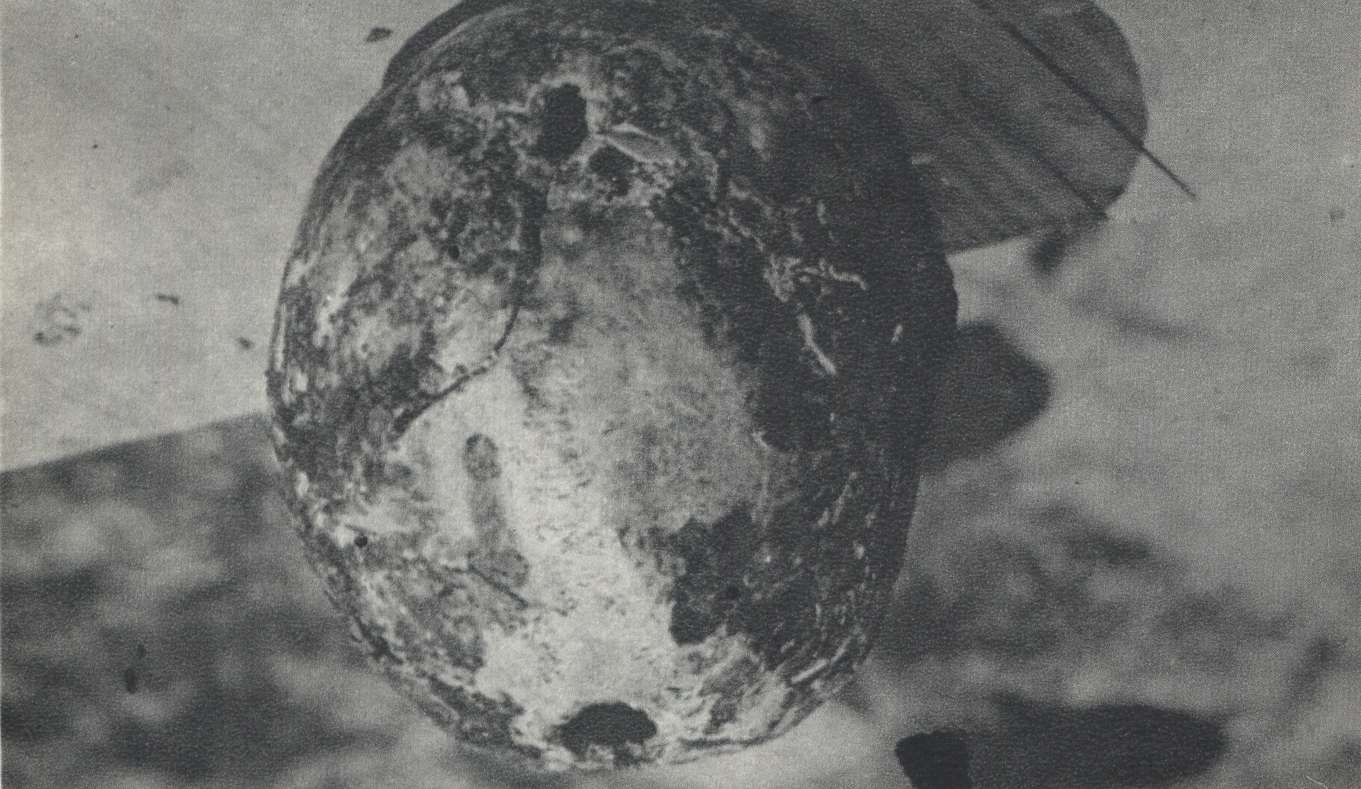
Cranio umano ritrovato in una fossa comune. Da notare le ferite da arma da fuoco in entrata e in uscita.

## Cronologia delle esecuzioni di Palmiry

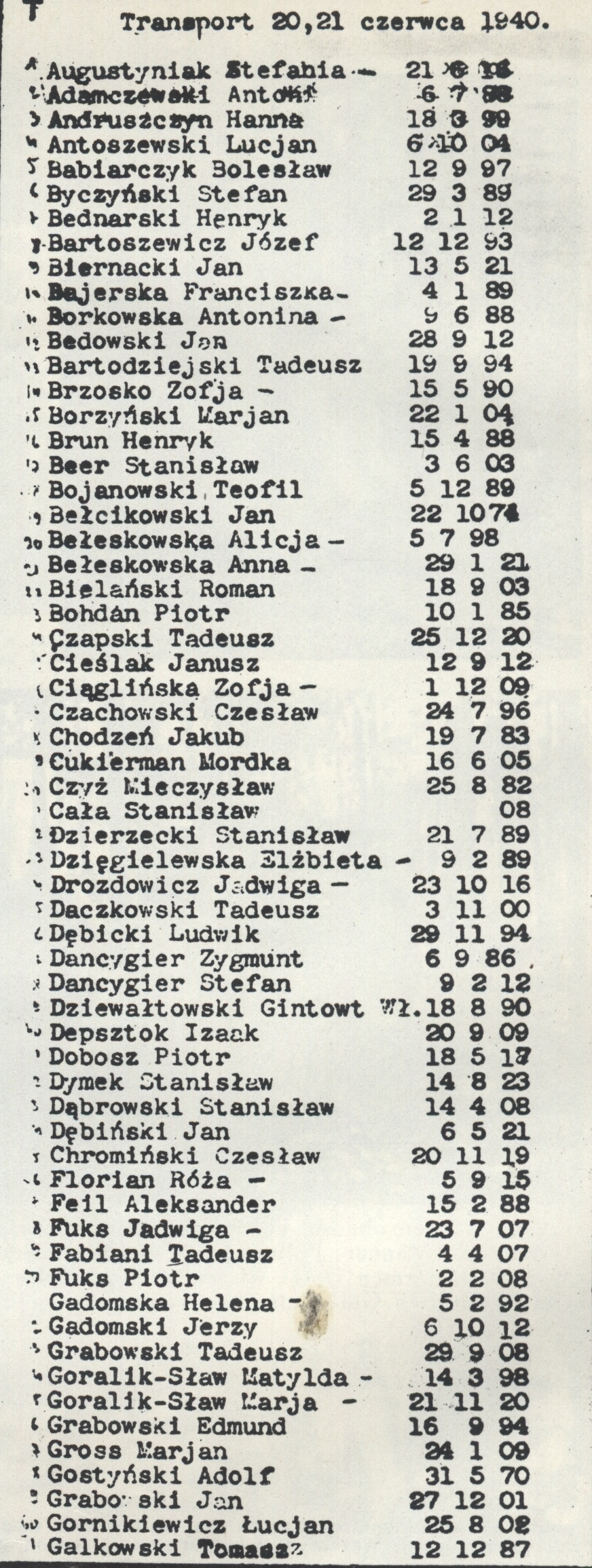
La lista segreta contrabbandata da Pawiak dalla guardia polacca Janina Gruszkowa (membro della resistenza polacca). Contiene alcuni dei nomi di prigionieri politici polacchi che furono giustiziati a Palmiry il 20-21 giugno 1940

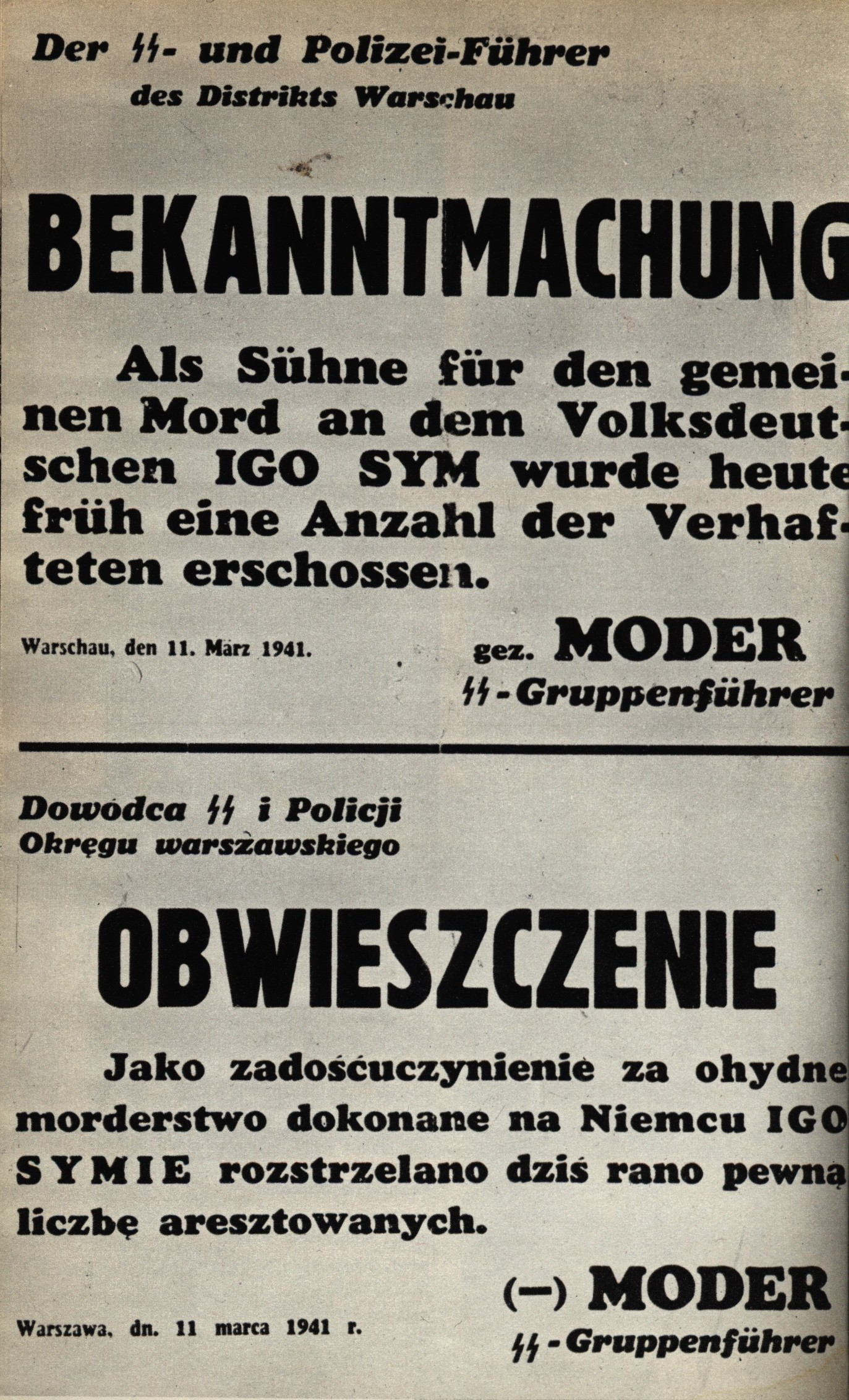
Annuncio del SS-Gruppenführer Paul Moder dell'esecuzione di "un certo numero di polacchi" in rappresaglia alla morte di Igo Sym

### Prime esecuzioni
Probabilmente le prime esecuzioni nella radura della foresta vicino a Palmiry furono eseguite il 7 e l'8 dicembre 1939, quando furono uccise rispettivamente 70 e 80 persone. Secondo i soldati della Wehrmacht, che sorvegliavano un vicino magazzino di munizioni, tutte le vittime furono ebree: purtroppo non è possibile confermare tali informazioni.
La successiva esecuzione fu condotta il 14 dicembre 1939, quando furono uccise 46 persone: alcune delle vittime provenirono da Pruszków, tra queste c'erano Stanisław Kalbarczyk, un insegnante polacco di Pruszków, e due donne non meglio identificate. Le circostanze dell'ultima esecuzione di massa condotta a Palmiry nel 1939 sono almeno in parte note: secondo Maria Wardzyńska, storica polacca impiegata nell'Istituto della Memoria Nazionale, almeno altre 70 persone furono segretamente giustiziate a Palmiry prima della fine del 1939.
Nel gennaio e febbraio 1940 la Gestapo annientò l'organizzazione clandestina Polska Ludowa Akcja Niepodległościowa (PLAN, "Azione per l'indipendenza del popolo polacco"). Il 14 gennaio, il comandante del PLAN, Kazimierz Andrzej Kott, fuggì dal quartier generale della Gestapo e poco dopo diverse centinaia di persone furono arrestate a Varsavia, tra cui 255 importanti intellettuali ebrei. Il 21 gennaio circa 80 ostaggi, tra cui due donne, furono giustiziati a Palmiry. Tra le vittime c'erano Padre Marceli Nowakowski, rettore della Chiesa del Santissimo Salvatore a Varsavia ed ex membro del parlamento, e 36 ebrei, tra cui l'avvocato Ludwik Dyzenhaus, il dentista Franciszek Sturm e il maestro di scacchi Dawid Przepiórka. Altre 118 persone arrestate dopo la fuga di Kott, per lo più ebrei, furono probabilmente assassinate a Palmiry nei primi mesi del 1940. Sempre secondo Maria Wardzyńska, circa 40 abitanti di Zakroczym furono giustiziati a Palmiry nel gennaio 1940. Tra questi c'era Tadeusz Henzlich, sindaco di Zakroczym.
La successiva esecuzione di massa fu eseguita il 26 febbraio 1940. In rappresaglia per la morte del sindaco tedesco di Legionowo, assassinato due giorni prima da ignoti, circa 190 persone furono uccise nella cosiddetta "radura della morte". Tra le vittime c'erano sei donne. Nella maggior parte dei casi le vittime di questa esecuzione provenirono da Legionowo o da altre località limitrofe.
La notte del 28 marzo 1940, gli agenti di polizia tedeschi entrarono nella casa di via Sosnowa a Varsavia, dove Józef Bruckner, comandante dell'organizzazione clandestina Wilki ("I lupi"), aveva il suo appartamento segreto. Bruckner e il suo aiutante aprirono il fuoco sui poliziotti e poco dopo riuscirono a fuggire dall'edificio. Per rappresaglia, i tedeschi arrestarono 34 uomini polacchi di età compresa tra i 17 e 60 anni. Furono tutti assassinati il 23 aprile 1940.
Il 2 aprile 1940, circa 100 detenuti delle prigioni di Pawiak e Mokotów furono assassinati a Palmiry. L'esecuzione fu condotta come rappresaglia per l'assassinio di due soldati tedeschi a Varsavia: tra le vittime ci furono padre Jan Krawczyk (teologo, parroco della parrocchia cattolica di Wilanów), Bogumił Marzec (avvocato), Stefan Napierski (critico letterario, redattore della rivista mensile di letteratura Ateneum), Bohdan Offenberg (vicedirettore del Fondo per il lavoro), Zbigniew Rawicz-Twaróg (capitano dell'esercito polacco), Jacek Szwemin (architetto) e 27 donne.
Secondo gli storici polacchi, dal dicembre 1939 all'aprile 1940 a Palmiry furono giustiziate tra 700 e 900 persone.

### AB-Aktion
Nella primavera del 1940, le più alte autorità del NSDAP e delle SS del Governatorato Generale decisero di condurre un'operazione di polizia ad ampio raggio finalizzata allo sterminio dell'élite politica, culturale e sociale polacca. L'omicidio di massa di politici, intellettuali, artisti, attivisti polacchi, nonché di persone sospettate di potenziale attività anti-nazista, fu visto come una misura preventiva per mantenere la resistenza polacca dispersa e per impedire ai polacchi di rivoltarsi durante la pianificata invasione della Francia. A questa operazione fu dato il nome in codice AB-Aktion, Außerordentliche Befriedungsaktion (Operazione straordinaria di pacificazione). Ufficialmente durò da maggio a luglio 1940 e causò almeno 6500 vittime.
Alla fine di marzo 1940, Varsavia e le città circostanti furono colpite da un'ondata di arresti. Durante i due mesi successivi, centinaia di intellettuali e politici polacchi prima della guerra furono arrestati e imprigionati a Pawiak. Il 20 aprile, la Gestapo arrestò 42 avvocati polacchi nell'edificio della Camera degli avvocati di Varsavia. Il 10 maggio, gli occupanti arrestarono oltre una dozzina di presidi scolastici polacchi che, nonostante l'interdizione tedesca, chiusero la loro scuola il 3 maggio, giorno della Costituzione. La frequenza e il numero delle esecuzioni a Palmiry aumentarono con l'inizio dell'AB-Aktion. La prima esecuzione di massa condotta a Palmiry nel corso dell'AB-Aktion ebbe luogo il 14 giugno 1940. Quel giorno furono uccise circa 20 persone, tra cui lo storico polacco Karol Drewnowski e suo figlio Andrzej.
Il massacro meglio documentato ebbe luogo il 20-21 giugno 1940 quando tre trasporti con 358 detenuti furono inviati da Pawiak al luogo dell'esecuzione vicino a Palmiry. Tra le vittime ci furono:
- Maciej Rataj (politico, ex maresciallo del Sejm);
- Mieczysław Niedziałkowski (politico del Partito Socialista Polacco);
- Jan Pohoski (deputato di Varsavia);
- Ludomir Skórewicz (starosta del distretto di Varsavia);
- Halina Jaroszewiczowa (politico, ex membro del parlamento);
- Henryk Brun (industriale, ex membro del parlamento, presidente dell'Associazione dei mercanti polacchi);
- Janusz Kusociński (atleta, vincitore della corsa dei 10.000 m alle Olimpiadi estive del 1932);
- Feliks Zuber (atleta, vicepresidente del club sportivo "Warszawianka");
- Tomasz Stankiewicz (ciclista su pista, partecipò alle Olimpiadi estive del 1924);
- Jan Wajzer (dottore in legge, segretario generale dell'Unione polacca nella Città Libera di Danzica);
- Stefan Kwiatkowski (vicepresidente dell'Associazione degli insegnanti delle scuole secondarie e di terzo grado);
- Władysław Dziewałtowski-Gintowt, Tadeusz Fabiani, Edmund Grabowski, Czesław Jankowski, Stanisław Jezierski, Józef Krasuski, Jerzy Niżałowski, Józef Starzewski, Wacław Tyrchowski (avvocati);
- Stanisław Beer, Jadwiga Fuks, Maria Witkowska (pittori);
- Helena Łopuszańska (attrice);
- Agnieszka Dowbor-Muśnicka (attivista e figlia del generale Józef Dowbor-Muśnicki);
- Alicja Bełcikowska, Jan Bełcikowski, Grzegorz Krzeczkowski, Wojciech Kwasieborski, Tadeusz Lipkowski, Jan Werner (scrittori e pubblicisti).

### Ultime esecuzioni
Il 23 luglio 1940, il governatore generale Hans Frank annunciò ufficialmente la fine dell'AB-Aktion. Nonostante ciò, i massacri a Palmiry continuarono per oltre un anno. Il 30 agosto 1940, almeno 87 persone furono giustiziate nella radura della foresta. Tra le vittime c'erano alcune persone arrestate a Włochy tre mesi prima. Un'altra esecuzione di massa fu eseguita il 17 settembre 1940 quando circa 200 prigionieri di Pawiak, tra cui 20 donne, furono assassinati nella radura della foresta vicino a Palmiry. Tra le vittime c'erano: Tadeusz Panek e Zbigniew Wróblewski (avvocati), padre Zygmunt Sajna (parroco della parrocchia cattolica di Góra Kalwaria), Jadwiga Bogdziewicz e Jan Borski (giornalisti) e Władysław Szopinski. Secondo Regina Domańska, questo massacro potrebbe essere collegato alla scoperta di una tipografia sotterranea in via Lwowska a Varsavia.
Questa fu l'ultima esecuzione eseguita a Palmiry nel 1940 per la quale le circostanze sono almeno in parte note. Durante l'esumazione del dopoguerra, nella radura della foresta furono trovate tre fosse comuni contenenti rispettivamente 74, 28 e 24 cadaveri: è certo che le prime due furono riempite e sepolte nell'inverno del 1940, mentre la terza fu probabilmente scavata nell'inverno del 1939 o del 1940. Gli storici polacchi non furono in grado di determinare le circostanze di quei massacri. Secondo Regina Domańska, circa 27 prigionieri di Pawiak furono giustiziati il 4 dicembre 1940. Secondo Maria Wardzyńska, fino a 260 persone potrebbero essere state uccise nell'inverno del 1940.
Il 7 marzo 1941, l'attore Igo Sym, noto collaboratore nazista e agente della Gestapo, fu assassinato dai soldati dell'Unione di Lotta Armata. Per rappresaglia, 21 prigionieri di Pawiak furono giustiziati a Palmiry quattro giorni dopo: tra le vittime ci furono Stefan Kopeć (biologo, professore all'Università di Varsavia ) e Kazimierz Zakrzewski (storico, professore all'Università di Varsavia). Il 1º aprile 1941 circa 20 uomini di Łowicz furono giustiziati a Palmiry: tra le vittime ci fu il vicesindaco di Łowicz, Adolf Kutkowski. Un altro massacro fu condotto il 12 giugno 1941 quando 30 prigionieri di Pawiak, tra cui 14 donne, furono assassinati a Palmiry: tra le vittime ci furono Witold Hulewicz (poeta e giornalista radiofonico), Stanisław Piasecki (politico di destra e critico letterario), Jerzy Szurig (avvocato, sindacalista), Stanisław Malinowski (avvocato). L'ultima esecuzione di massa nota fu eseguita il 17 luglio 1941 quando 47 persone, per lo più prigionieri di Pawiak, furono assassinate nella radura della foresta: tra le vittime c'erano Zygmunt Dymek (giornalista e attivista sindacale) e sei donne.
Dopo il 17 luglio 1941, le autorità tedesche cessarono di utilizzare la radura della foresta a Palmiry come luogo di esecuzioni di massa. Il motivo probabilmente fu che si resero conto che la resistenza polacca e la popolazione civile erano ben consapevoli di ciò che stava accadendo a Palmiry.

## Luoghi della memoria

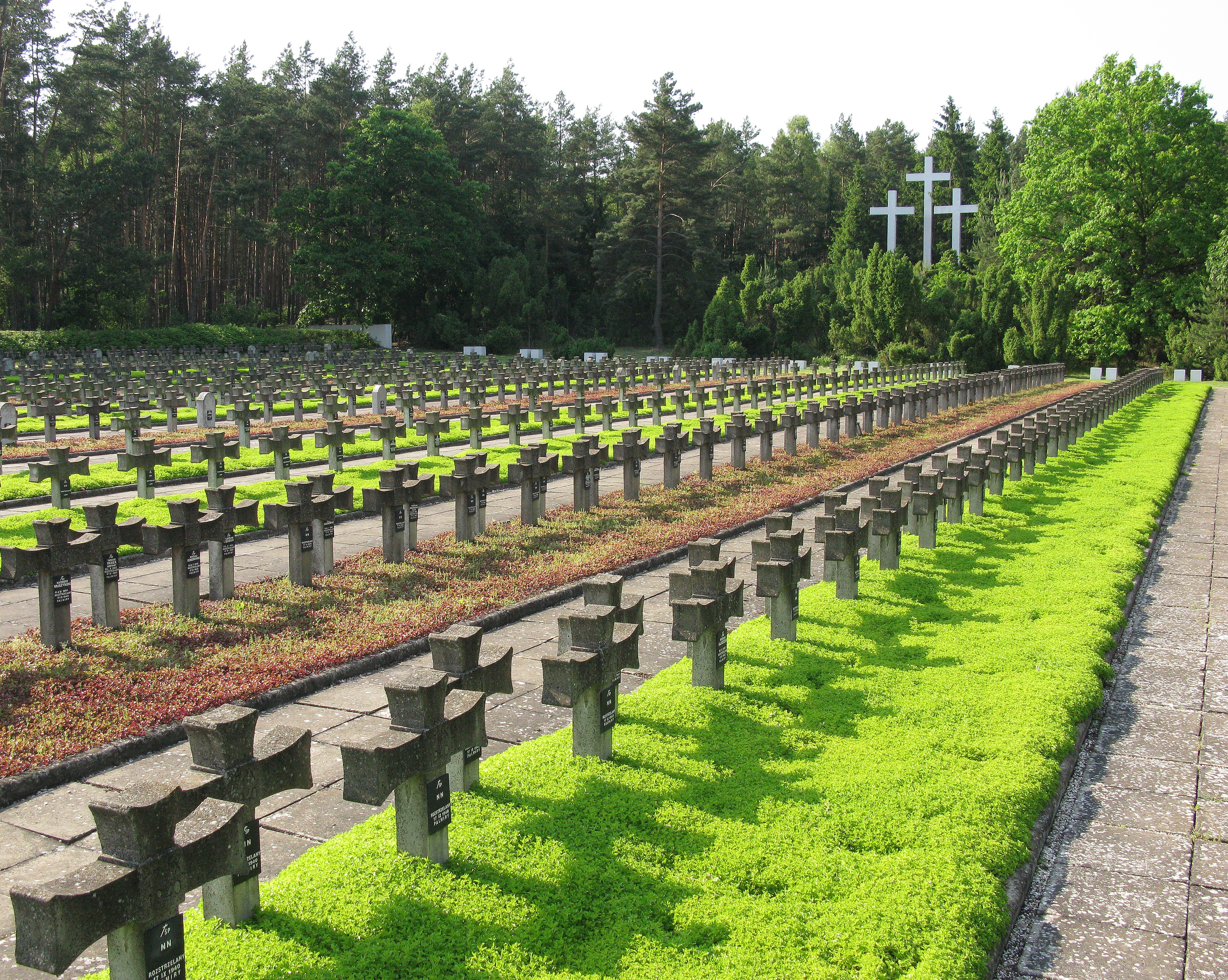
Cimitero e mausoleo di Palmiry

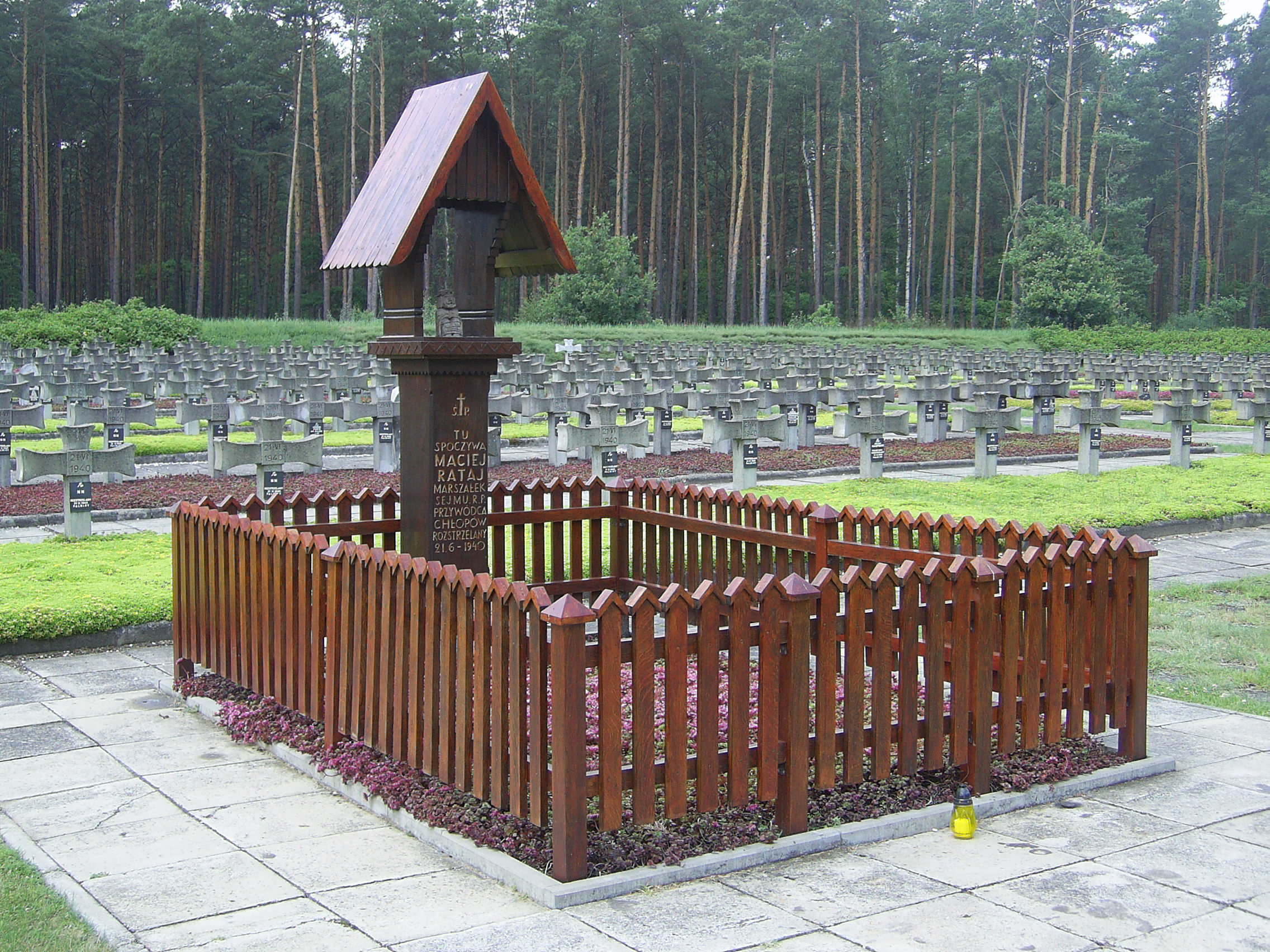
Tomba di Maciej Rataj nel cimitero di Palmiry

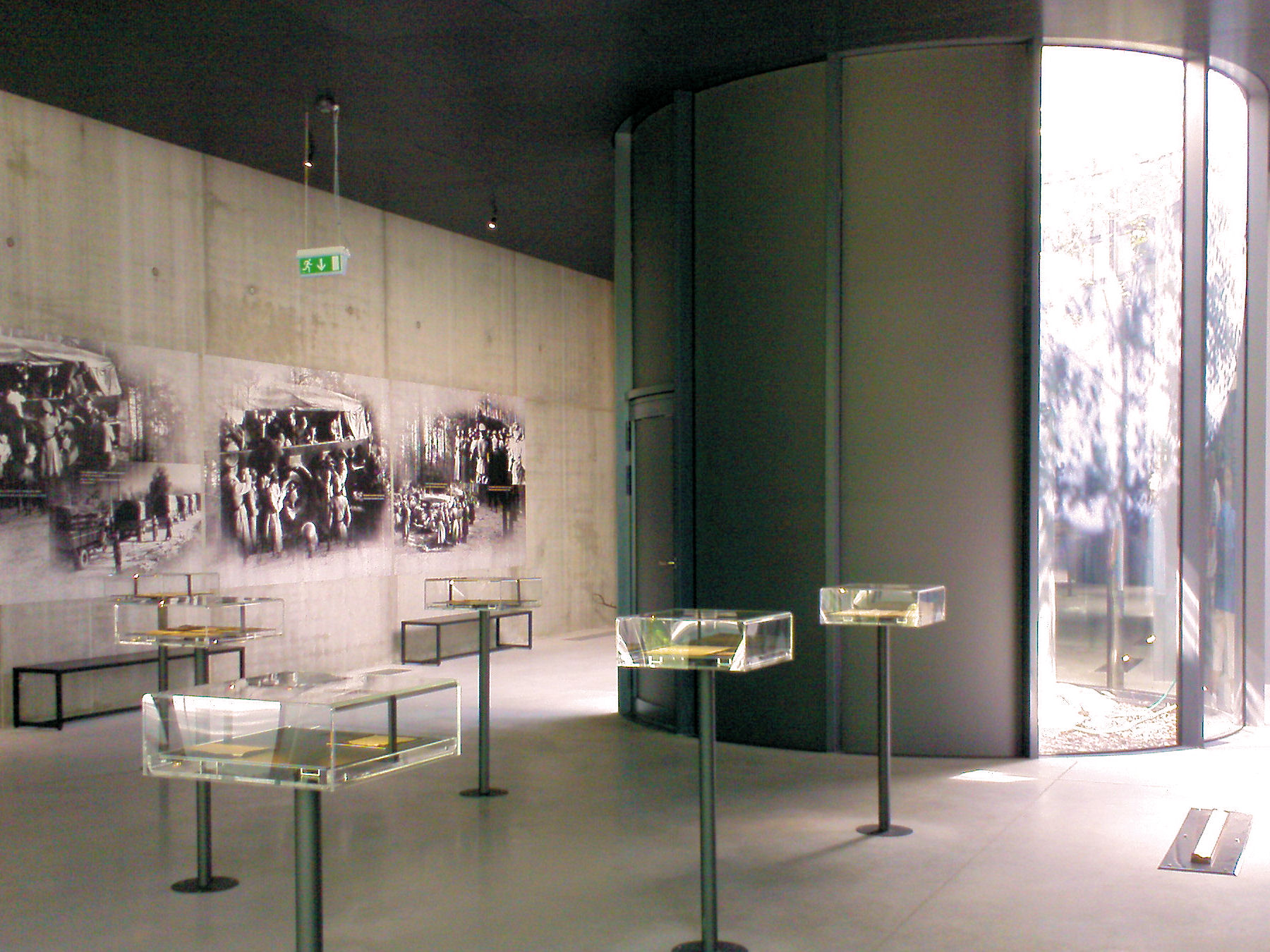
Esposizione nel museo commemorativo nazionale di Palmiry

Dopo la guerra, la Croce Rossa polacca, supportata dalla Commissione principale per le indagini sui crimini tedeschi in Polonia, iniziò il processo di ricerca ed esumazione a Palmiry. I lavori furono eseguiti tra il 25 novembre e il 6 dicembre 1945, e successivamente dal 28 marzo fino ai primi mesi dell'estate 1946. Grazie ad Adam Herbański e ai suoi subordinati del Servizio Forestale Polacco, che negli anni di occupazione rischiarono la propria vita per segnare i luoghi dell'esecuzione, gli investigatori polacchi riuscirono a trovare 24 fosse comuni. Più di 1700 cadaveri furono riesumati, ma solo 576 di loro furono identificati. Successivamente gli storici polacchi furono in grado di identificare i nomi di altre 480 vittime. Non è da escludere che alcune fosse siano ancora da scoprire nella foresta vicino a Palmiry.
Nel 1948 la radura della foresta vicino a Palmiry fu trasformata in cimitero di guerra e in mausoleo. Le vittime del nazismo i cui corpi furono trovati in alcuni altri luoghi di esecuzione all'interno del cosiddetto "anello della morte di Varsavia" furono sepolte nel cimitero di Palmiry. In totale vi sono sepolte circa 2204 persone. Nel 1973, a Palmiry fu creato il Palmiry National Memorial Museum, una succursale del Museo di Varsavia.
Padre Zygmunt Sajna, assassinato il 17 settembre 1940, è uno dei 108 martiri polacchi della seconda guerra mondiale beatificati il 13 giugno 1999 da papa Giovanni Paolo II. Padre Kazimierz Pieniążek, membro della Congregazione della Resurrezione di Nostro Signore Gesù Cristo, è stato insignito del titolo di Servo di Dio. Attualmente è uno dei 122 martiri polacchi della seconda guerra mondiale inclusi nel processo di beatificazione avviato nel 1994.
Palmiry è diventato, come dice Richard C. Lukas, "uno dei luoghi più famosi per le esecuzioni di massa" in Polonia, è anche uno dei luoghi più famosi dei crimini nazisti in Polonia. Insieme alla foresta di Katyn' divenne un simbolo del martirio dell'intellighenzia polacca durante la seconda guerra mondiale. Nel 2011 il presidente polacco Bronisław Komorowski ha affermato che "Palmiry è in una certa misura la Katyn' di Varsavia".

## Processi nel dopoguerra
Alcuni degli assassini di Palmiry furono assicurati alla giustizia. Ludwig Fischer, governatore del distretto di Varsavia nel 1939-1945, e Josef Meisinger, che ricoprì la carica di SD e comandante SiPo a Varsavia negli anni 1939-1941, furono arrestati dopo la guerra dalle forze alleate e consegnati alle autorità polacche. Il loro processo ebbe luogo dal 17 dicembre 1946 al 24 febbraio 1947. Il 3 marzo 1947 il Tribunale Nazionale Supremo di Varsavia condannò entrambi a morte. Meisinger e Fischer furono impiccati nella prigione di Mokotów nel marzo 1947.
Lo SS-Gruppenführer Paul Moder, capo delle SS e della polizia nel distretto di Varsavia nel 1940-1941, fu ucciso in azione sul fronte orientale nel febbraio 1942.